# 弘仁儀式
弘仁儀式（こうにんぎしき）とは、平安時代初期弘仁年間に作られたとされた儀式。今日では存在そのものが否定視されている。
『本朝法家目録』に10巻の儀式として書名と篇目のみが伝わっており、逸文を含めて一切残されていない。古くは弘仁格式の編纂に合わせて弘仁10年（819年）以前に編纂されたと考えられていた。
ところが、石塚一石が『本朝法家目録』の中にある弘仁儀式の篇目に「七月二十五日相撲儀」が含まれているのに対して、相撲節会の開催日が7月25日に定められたのは、弘仁年間よりも70年も後の仁和年間であり、弘仁年間には7月7日と定められていた事実（天長元年（弘仁15年/824年）の7月7日に平城上皇が崩御して同日が忌日となったために、従来この日を期日として定められていた宮中行事の期日が変更を余儀なくされた）を指摘し、更に篇目の中に弘仁式逸文に記載された日付と合致しない行事がある事実を指摘して、『弘仁儀式』は散逸したのではなく最初から存在しなかったとする見解を唱えた。更に『本朝書籍目録』に『弘仁儀式』と並んで記載されている『内裏式』及び『内裏儀式』と呼ばれる2種の儀式は伝存しており、なおかつその編纂年代が弘仁年間であったことが明記されている。そのため、却って実際に用いられていたと見られる『内裏式』・『内裏儀式』の編纂と並行して更に別の儀式が編纂・成立する余地はなかったと考えられるようになった。
そのため、今日では平安時代中期以後の人が「『貞観儀式』・『延喜儀式』があったのだから、格式と同様に儀式も三代揃っていたであろう」という考えから、両儀式を参考にして『弘仁儀式』と呼ばれる架空の書物を想定したと考えられている。